# Isovalin
Isovalin (auch kurz Iva genannt) ist eine seltene α-Aminosäure, welche in Meteoriten (z. B. im Murchison-Meteorit) gefunden wurde.

## Isomerie
Isovalin tritt in den zwei enantiomeren Formen L-Isovalin [Synonym: (S)-Isovalin] und D-Isovalin [Synonym: (R)-Isovalin] auf und ist in ihrer linkshändigen Form ein guter Katalysator, um rechtshändige Zuckermoleküle zu erzeugen.
| Isomere von Isovalin |                    |              |
| Name                 | L-Isovalin         | D-Isovalin   |
| Andere Namen         | (S)-Isovalin       | (R)-Isovalin |
| Strukturformel       |                    |              |
| CAS-Nummer           | 595-40-4           | 3059-97-0    |
| CAS-Nummer           | 595-39-1 (unspez.) |              |
| PubChem              | 6971275            | 2724877      |
| PubChem              | – (unspez.)        |              |
| DrugBank             | –                  | DB04171      |
| DrugBank             | – (unspez.)        |              |
| Wikidata             | Q29625345          | Q27095005    |
| Wikidata             | Q412994 (unspez.)  |              |

Strukturell leitet sich Isovalin durch Substitution des α-Wasserstoffatoms durch eine Aminogruppe (–NH2) von der 2-Methylbuttersäure ab. Valin und Norvalin sind Konstitutionsisomere.